# 第18野戦砲兵旅団 (アメリカ軍)
第18砲兵旅団（だいじゅうはちほうへいりょだん、U.S.Army 18th Fires Brigade）は、ノースカロライナ州フォートブラッグに駐屯する、第82空挺師団隷下のアメリカ陸軍の砲兵旅団の一つ。

## 概要
2008年6月まで第18空挺軍団司令部直属だったが陸軍のModular Force構想により第82空挺師団傘下に置かれた。そして名称も18th Field Artillery Brigadeから18th Fires Brigadeに変更された。しかし第82空挺師団の部隊パッチは着用せず第18砲兵旅団独自のものを着用している。
また空挺部隊なので空挺作戦・訓練にも参加し、重量物（M198 155mm榴弾砲、ハンヴィー、FMTVなど）の空中投下も行う。

## 部隊編成
- 旅団本部隊
- 第321砲兵連隊第1大隊
- 第321砲兵連隊第3大隊
- 第27砲兵連隊第3大隊
- 第4防空第3大隊
- 第188旅団支援大隊
- 第206通信中隊

## 装備
第321連隊第1 / 第3大隊はM777を装備、第27連隊第3大隊はHIMARS、第4防空はペトリオットPAC-3、第206通信中隊はJNNと最新装備がいきわたっている。